# Alexander Fraser, XVII Lord Saltoun
Alexander George Fraser (Londra, 27 aprile 1785 – Rothes, 18 agosto 1853) è stato un generale britannico, particolarmente distintosi come ufficiale nel corso della guerre napoleoniche, in particolare durante la battaglia di Waterloo. Il Duca di Wellington una volta lo descrisse come un modello per l'esercito sia come uomo che come soldato. Era anche un musicista affermato e un appassionato di musica, e al momento della sua morte era presidente della Madrigal Society di Londra e presidente della Musical Union. Insignito del titolo di Pari di Scozia, e delle onorificenze di Cavaliere Commendatore dell'Ordine del Bagno, Cavaliere di Gran Croce dell'Ordine reale guelfo, Cavaliere dell'Ordine del Cardo, Cavaliere dell'Ordine militare di Maria Teresa (Impero austriaco), dei Croce di San Giorgio di quarta classe (Impero russo).

## Biografia

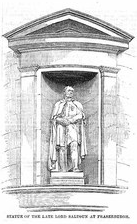
Statua di Edward Bowring Stephens (1815-1882) che ritrae il tenente generale Alexander Fraser, 17th Lord Saltoun (1785-1853) a Fraserburgh.

Nacque a Londra il 27 aprile 1785, figlio primogenito di Alexander, 16° Lord Saltoun, e di Margery Fraser. Successe al padre come 17° Lord Saltoun of Abernethy il 13 settembre 1793. Educato presso l'Eton College, Windsor, Berkshire, si arruolò nel British Army entrando con il grado di alfiere nel 35º Reggimento fanteria il 28 aprile 1802, venendo promosso sottotenente nel settembre dello stesso anno. Fu promosso tenente nel 1803, mentre prestava servizio presso il 42º Reggimento fanteria, e capitano il 7 settembre 1804, passando in forza al 1º Reggimento Coldstream Guards il 23 novembre dello stesso anno.
Nel settembre 1806 seguì il 3º Battaglione del 1º Reggimento Coldstream Guards in Sicilia,  dove entrò a far parte della brigata della guardia agli ordini del maggior generale Henry Wynyard, e nell'ottobre 1807 ritornò in Inghilterra per entrare come Pari di Scozia alla Camera dei Lord.  Nel settembre 1808 lasciò nuovamente l'Inghilterra per partecipare alla Campagna peninsulare contro le forze francesi in Spagna, sotto il comando di Sir John Moore, in forza alla compagnia leggera del 3º Battaglione.  Tale battaglione era uno dei due che formavano la Brigata guardie al comando del maggior generale Henry Warde che sbarcò nel porto di La Coruña. Partendo da qui Baird marciò con la sua brigata fino ad incontrate l'armata di Moore a Mayorga, e tale unità si distinse durante la fasi del ripiegamento dell'esercito britannico nel duro inverno spagnolo.
Egli fu presente durante tutta la dura campagna, e partecipò alla battaglia di La Coruña con la sua compagnia leggera. Nel 1809 il suo battaglione faceva parte della brigata guardie del maggiore generale Moore Disney durante la spedizione di Walcheren, e nel 1811 fu inviato a Cadice, arrivando troppo tardi per essere presente alla battaglia di Barrosa. Alla fine del 1812 la sua compagnia si unì al 1º battaglione del suo reggimento in forza all'armata principale del Duca di Wellington, prima del combattimento di Burgos, e da quel momento egli prese parte a tutte le fasi principali della campagna peninsulare con la 1ª Brigata guardie. Comandò la compagnia di fanteria leggera del suo battaglione durante le campagne del 1813 e del 1814, e fu presente alla battaglia di Vitoria, alla battaglia dei Pirenei, alla forzatura del fiume Bidasoa, alle battaglie di Nivelle e di Nive, vicino a Bayonne. Fu promosso tenente colonnello il 25 dicembre 1813, e assegnato al 3º Battaglione del suo reggimento, ma appena arrivato in Inghilterra chiese, ed ottenne, di continuare a servire nell'armata di Lord Wellington nella Penisola. Tornato in Inghilterra dopo la firma della pace, rientrò in forza al suo vecchio battaglione.  Il 6 marzo 1815 sposò Catherine Thurlow, figlia naturale del Lord cancelliere del Regno Edward Thurlow, I barone Thurlow, ma nel maggio successivo fu di nuovo mandato in servizio all'estero sotto Lord Wellington.
Nel corso della battaglia di Quatre-Bras, in Belgio, comandava le compagnie leggere della 2ª Brigata guardie, e nel corso della battaglia di Waterloo tenne l'orto e il frutteto di Hougoumont respingendo tutti gli attacchi francesi, mentre Sir James Macdonell delle Coldstream Guards teneva la fattoria stessa. Durante i combattimento di quel giorno ebbe quattro cavalli uccisi sotto di lui, e perse due terzi degli uomini al suo comando. Quando la Brigata guardie andò all'attacco della Vecchia Guardia Imperiale francese comandò le compagnia di fanteria leggera durante l'assalto, e fu lui a ricevere la spada del generale Pierre Cambronne quando quest'ultimo si arrese.
Per il coraggio dimostrato durante la grande battaglia fu insignito delle onorificenze di Cavaliere dell'Ordine militare di Maria Teresa (Impero austriaco), della Croce di San Giorgio di quarta classe (Impero russo) e del titolo di Compagno dell'Ordine del Bagno (Regno Unito).
Il 27 maggio 1825 fu promosso colonnello, e tra quell'anno e il 1830 ricoprì la carica di aiutante di campo di S.M. Re Giorgio IV tra il 1825 e il 1830, e tra il 1830 e il 1837 fu aiutante di campo di Re Guglielmo IV. Nel 1827 aveva assunto il comando del 1º Battaglione di Granatieri della guardia, e il 10 gennaio 1937 fu promosso maggiore generale, venendo insignito in quell'anno del titolo di Cavaliere di Gran Croce dell'Ordine reale guelfo (G.C.H.).
Nel 1842, durante la prima guerra dell'oppio combattuta in Cina, fu comandante di una brigata di fanteria, servendo sotto Sir Hugh Gough, distinguendosi durante la battaglia di Chinkiang e nell'avanzata su Nanchino. Dopo la partenza di Gough assunse il comando di tutte le forze britanniche presenti in Cina, mantenendo tale incarico fino al 1843.
Insignito del titolo di Cavaliere Commendatore dell'Ordine del Bagno (1842), per i suoi servigi durante questa guerra ricevette i ringraziamenti del Parlamento, e nel 1846 fu nominato colonnello comandante del 55º Reggimento fanteria, assumendo subito dopo quello del 2nd Queen's Regiment, che mantenne fino al 1853. Nel 1849 fu elevato al rango di tenente generale, e nel 1852 fu insignito del titolo di Cavaliere dell'Ordine del Cardo.  Si spense presso il suo poligono di tiro vicino a Rothes il 18 agosto 1853, e gli successe come diciottesimo Lord Saltoun suo nipote, il maggiore Alexander Fraser.

### Fonti
1. 1 2 3 4 5 6 7 8 9 10 11 12 13 14 15 16 17 18 19 20 21 22 23  The Peerage.
2. 1 2 3 4 5 6 7  The Peerage.
3. ↑  Dalton 1904, p. 97.